# Johanna Loisingerová
Johanna Maria Louise Loisinger, vdaná hraběnka z Hartnova (18. dubna 1865 v Prešpurku (Bratislava) – 20. července 1951 ve Vídni) byla rakouská operní zpěvačka (sopranistka) a klavírní virtuos. Sňatkem s Alexandrem Josefem Battenberským se stala hraběnkou z Hartnova.

## Život
Johanna se narodila v Prešpurku 18. dubna 1865, jako jediná dcera kapelníka Johanna Loisingera a jeho manželky Marie Mayrové. Po zakončení studia zpěvu byla Johanna činná jako sopranistka v Praze, Opavě, Linci a nakonec v darmstadtském Hoftheateru. Ve své době byla známa jako vynikající Mozartovská zpěvačka.
6. února 1889 se v Mentonu vdala za tehdejšího knížete bulharského, Alexandra Josefa z Battenbergu, druhého syna prince Alexandra Hesensko-Darmstadtského a jeho ženy, kněžny Julie Haukeové.
Po svatbě pár přijal společné příjmení hrabě/hraběnka z Hartnova a stáhli se do ústraní. Alexandr vstoupil do c. a k. armády a žil se svou rodinou ve Štýrském Hradci. Z manželství vzešly dvě děti:
- Assen (Ludvík Alexandr), hrabě z Hartenau (1890–1965)
- Cvetana (Marie Tereza Věra), hraběnka z Hartnova (* 1893; zemřela jako chudá 24. prosince 1935 v Oberstdorfu)

## Činnost
Po předčasné smrti svého manžela v roce 1893, se Johanna s dětmi přestěhovala do Vídně. Od bulharského státu byla rodina podporována 50 000 leva roční penze. Ve Vídni se věnovala podpoře vídeňského hudebního života a angažovala se při výstavbě Akademie Mozartea v Salcburku. Byla také mj. předsedkyní Vídeňské Mozartovy společnosti, Vídeňského koncertního spolku a Vídeňského symfonického orchestru.

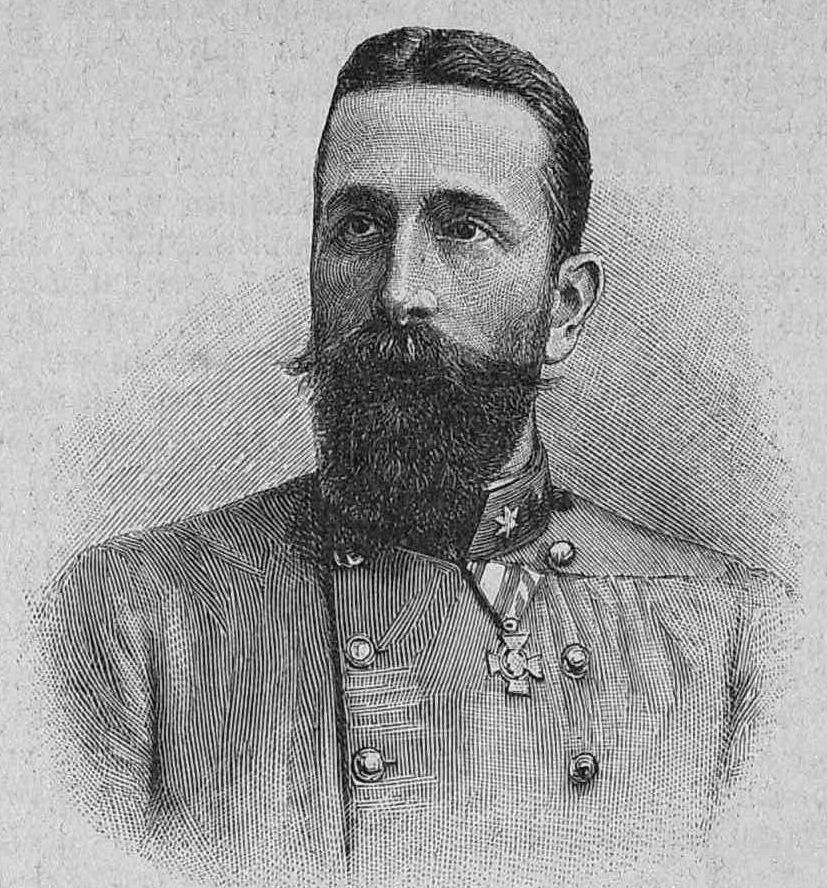
Alexandr hrabě z Hartenau 1893
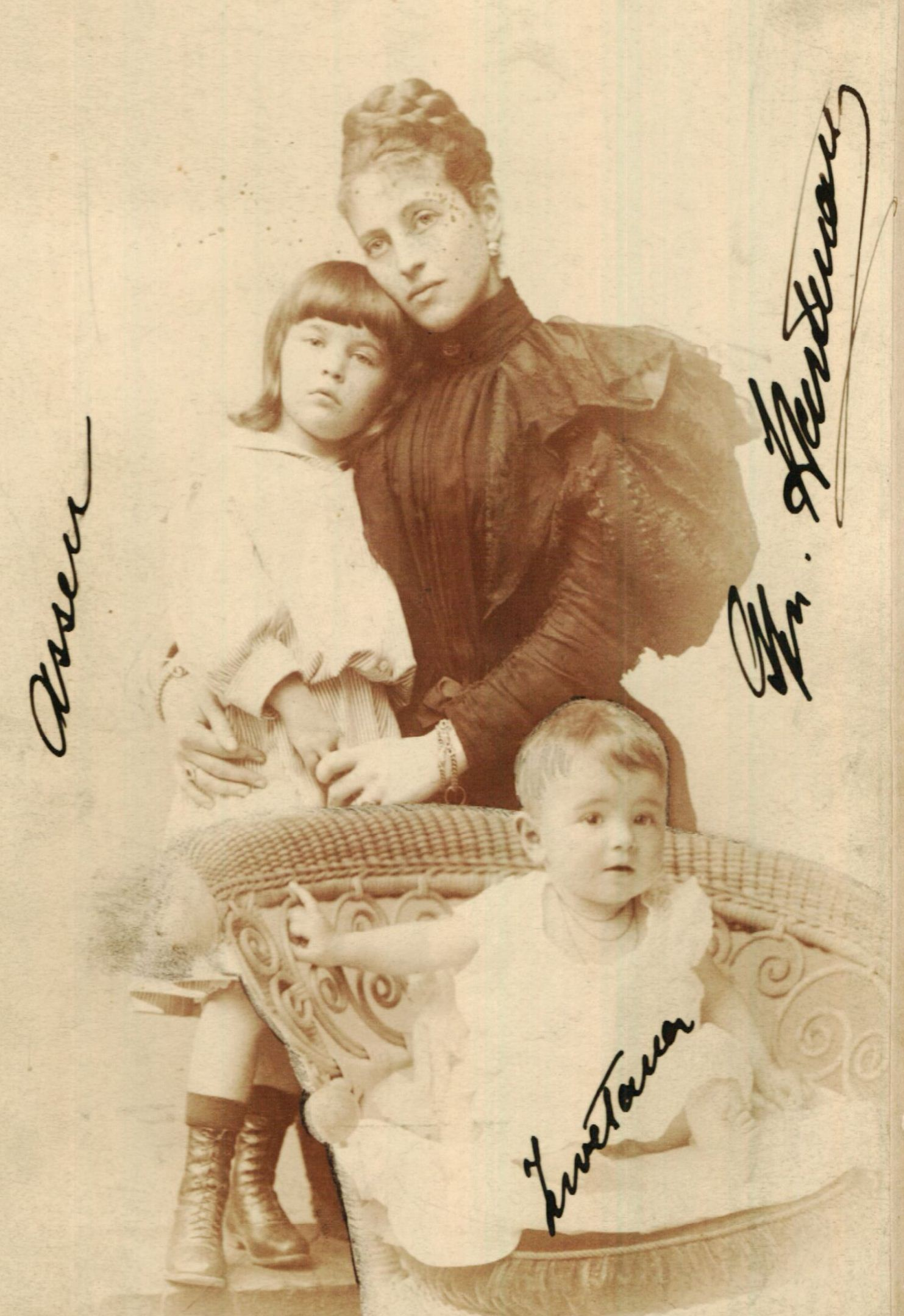
Johanna Loisingerová s dětmi: Asenem Ludvíkem Alexandrem, hrabětem z Hartenau a Cvetanou Marií Terezou z Hartenau
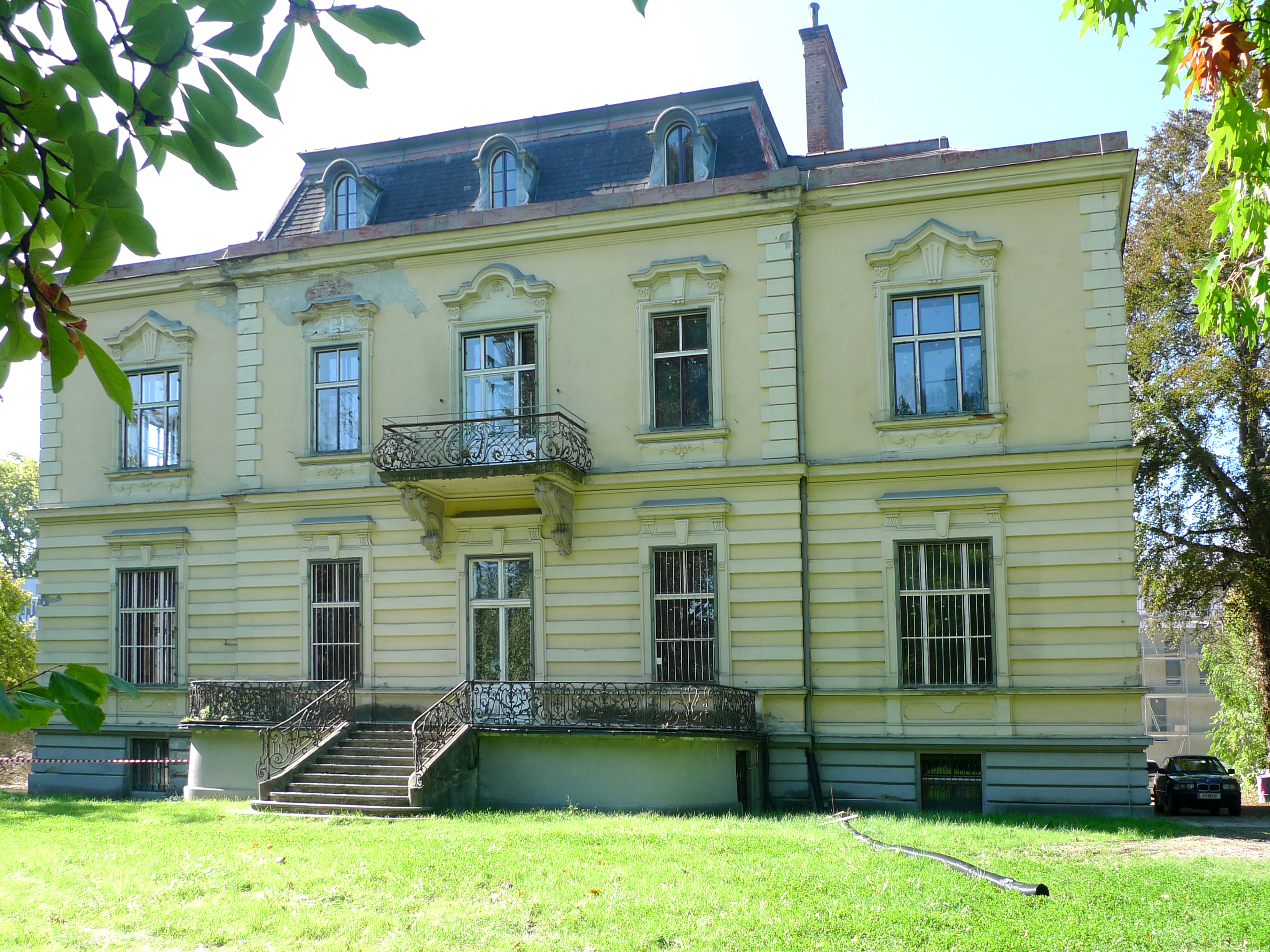
Villa Hartenau ve Štýrském Hradci-Geidorfu: její bydliště v letech 1889–1893